# Ministère de l'Agriculture, de l'Alimentation et de la Viticulture
Le ministère de l'Agriculture, de l'Alimentation et de la Viticulture est l'administration responsable de la politique agricole et du développement rural au Luxembourg. Elle est dirigée par la ministre, membre du gouvernement.
Depuis le 17 novembre 2023, Martine Hansen est la ministre de l'Agriculture, de la Viticulture et du Développement rural.

## Historique

### Titulaires depuis 1945
| Nom | Nom | Nom                         | Dates du mandat | Dates du mandat | Parti | Gouvernement(s)                                    |
| --- | --- | --------------------------- | --------------- | --------------- | ----- | -------------------------------------------------- |
|     |     | Guillaume Konsbruck         | 23/02/1945      | 21/04/1945      | SE    | Libération                                         |
|     |     | Nicolas Margue (lb)         | 21/04/1945      | 14/07/1948      | CSV   | Libération Union Nationale Dupong-Schaus           |
|     |     | Aloyse Hentgen              | 14/07/1948      | 02/09/1950      | CSV   | Dupong-Schaus                                      |
|     |     | François Simon              | 02/09/1950      | 03/07/1951      | CSV   | Dupong-Schaus                                      |
|     |     | Pierre Dupong               | 03/07/1951      | 29/12/1953      | CSV   | Dupong-Bodson                                      |
|     |     | Joseph Bech                 | 29/12/1953      | 29/06/1954      | CSV   | Bech-Bodson                                        |
|     |     | Emile Colling (lb)          | 29/06/1954      | 02/03/1959      | CSV   | Bech-Bodson Frieden                                |
|     |     | Émile Colling (lb)          | 02/03/1959      | 15/07/1964      | CSV   | Werner-Schaus I                                    |
|     |     | Emile Colling (lb)          | 15/07/1964      | 03/01/1967      | CSV   | Werner-Cravatte                                    |
|     |     | Jean-Pierre Büchler (lb)    | 03/01/1967      | 19/09/1972      | CSV   | Werner-Cravatte Werner-Schaus II                   |
|     |     | Camille Ney                 | 19/09/1972      | 15/06/1974      | CSV   | Werner-Schaus II                                   |
|     |     | Jean Hamilius               | 15/06/1974      | 16/07/1979      | DP    | Thorn-Vouel-Berg                                   |
|     |     | Camille Ney                 | 16/07/1979      | 03/12/1982      | CSV   | Werner-Thorn-Flesch                                |
|     |     | Fernand Boden (par intérim) | 03/12/1982      | 21/12/1982      | CSV   | Werner-Thorn-Flesch                                |
|     |     | Ernest Mühlen               | 21/12/1982      | 20/07/1984      | CSV   | Werner-Thorn-Flesch                                |
|     |     | Marc Fischbach              | 20/07/1984      | 14/07/1989      | CSV   | Santer-Poos I                                      |
|     |     | René Steichen               | 14/07/1989      | 09/12/1992      | CSV   | Santer-Poos II                                     |
|     |     | Marie-Josée Jacobs          | 09/12/1992      | 26/01/1995      | CSV   | Santer-Poos II et III Juncker-Poos I               |
|     |     | Fernand Boden               | 26/01/1995      | 23/07/2009      | CSV   | Juncker-Poos II Juncker-Polfer Juncker-Asselborn I |
|     |     | Romain Schneider            | 23/07/2009      | 04/12/2013      | LSAP  | Juncker-Asselborn II                               |
|     |     | Fernand Etgen               | 04/12/2013      | 05/12/2018      | DP    | Bettel I                                           |
|     |     | Romain Schneider            | 05/12/2018      | 05/01/2022      | LSAP  | Bettel II                                          |
|     |     | Claude Haagen               | 05/01/2022      | 17/11/2023      | LSAP  | Bettel II                                          |
|     |     | Martine Hansen              | 17/11/2023      | En fonction     | CSV   | Frieden                                            |